# Xã Tyler, Quận Hickory, Missouri
Xã Tyler (tiếng Anh: Tyler Township) là một xã thuộc quận Hickory, tiểu bang Missouri, Hoa Kỳ. Năm 2010, dân số của xã này là 1.257 người.